# Русија 24
Русија 24 (рус. Россия-24) је руски информативни ТВ програм, у саставу Сверуске државне телевизијске и радиодифузне компаније (ВГТРК) који приказује вести и дешавања у Русији и свету 24 часа дневно. Емитује се у Европи, укључујући и ЗНД. Путем сателита је обезбеђен пријем у Северној Америци, Блиском и Далеком истоку. Канал емитује од 2006. године.